# 中村彦次

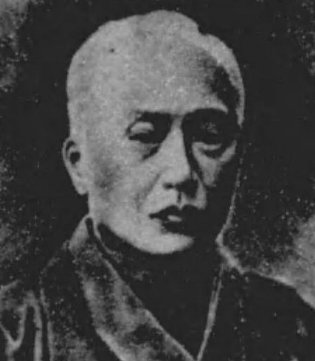
中村彦次

中村 彦次（なかむら ひこじ、1840年（天保11年1月）- 1911年（明治44年）11月18日）は、明治期の教育者、政治家。衆議院議員、官選島根県知事。名・庸、字・和叔、号・桐蔭、旧姓・鶴田。

## 経歴
筑後国上妻郡前津村（現筑後市前津）で、庄屋・鶴田良右衛門の二男として生まれ、後に中村氏を称した。地元の私塾・継志堂で学ぶ。安政4年（1857年）に師・牛島栗斎に随行し8カ月間にわたり山陽から奥羽まで遊歴し見聞を広めた。その後、咸宜園で学んだ。
王政復古後、国事に奔走するなかで、久留米藩に逃れてきた大楽源太郎に同調したため、久留米藩難事件に連座し明治4年（1871年）に禁獄一年の刑を受け名古屋の監獄に収監された。
出獄後に帰郷。1875年4月から1877年12月まで羽犬塚小学校長を務めた。また、有志とともに山内村（現八女市山内）に変則中学中洲校を創立した。1878年10月、郡書記に就任。1887年12月、上妻・下妻郡長となり、1889年2月、生葉・竹野郡長に転じた。
1890年7月、第1回衆議院議員総選挙に福岡県第5区から出馬するも落選。1892年2月の第2回総選挙で当選し、生葉・竹野郡長を依願退職。その後、1894年9月、第4回総選挙でも当選し、衆議院議員を二期務めた。1897年4月7日、島根県知事に就任。簸川尋常中学校を設立。1898年4月2日、知事を非職となり、同年12月14日、依願免本官となり退官した。

## 栄典
- 1897年（明治30年）5月31日 - 正五位[6]

## 親族
- 長男 中村雄蔵（衆議院議員）[7]

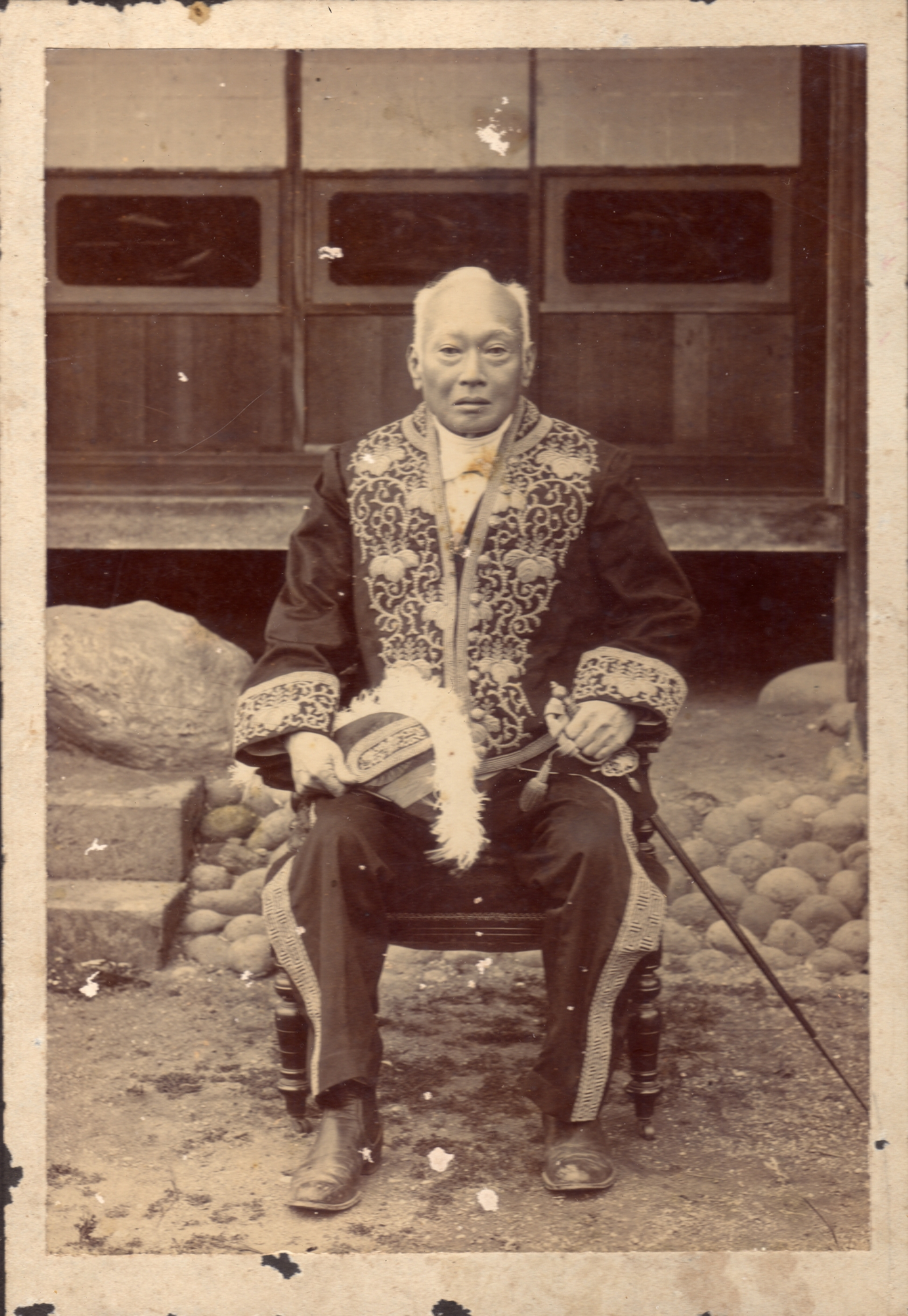
中村彦次【1840-1911】

- 次男 中村秀次郎（北京・筑紫洋行（筑紫弁館）留守居役。義和団の乱北京籠城戦義勇兵、1900年（明治33年）6月25日戦死）[8][9]
- 孫 増永元也（衆議院議員、玄洋社社員）[10]